# سیارک ۳۷۷۲
سیارک ۳۷۷۲ (به انگلیسی: 3772 Piaf، نامگذاری:1982UR7) سه هزار و هفتصد و هفتاد و دومین سیارک کشف شده‌است که در ۲۱ اکتبر ۱۹۸۲ کشف شد.
قدر مطلق سیارک برابر ۱۱٫۲۰ است.
این سیارک را به یاد ادیت پیاف خواننده فرانسوی نام‌گذاشته‌اند.